# Jaden Schwartz
Jaden Schwartz, född 25 juni 1992, är en kanadensisk professionell ishockeyspelare som spelar för St. Louis Blues i NHL.
Schwartz blev Stanley Cup-mästare med St. Louis Blues säsongen 2018–19.

## Klubblagskarriär

### NHL

#### St. Louis Blues
Schwartz draftades i första rundan i 2010 års draft av St. Louis Blues som 14:e spelare totalt.
Han vann Stanley Cup med St. Louis Blues säsongen 2018–19.